# Bingham Lake (Minnesota)
Bingham Lake es una ciudad ubicada en el condado de Cottonwood en el estado estadounidense de Minnesota. En el Censo de 2010 tenía una población de 126 habitantes y una densidad poblacional de 64,69 personas por km².

## Geografía
Bingham Lake se encuentra ubicada en las coordenadas 43°54′34″N 95°2′46″O / 43.90944, -95.04611. Según la Oficina del Censo de los Estados Unidos, Bingham Lake tiene una superficie total de 1.95 km², de la cual 1.95 km² corresponden a tierra firme y (0%) 0 km² es agua.

## Demografía
Según el censo de 2010, había 126 personas residiendo en Bingham Lake. La densidad de población era de 64,69 hab./km². De los 126 habitantes, Bingham Lake estaba compuesto por el 96.03% blancos, el 0% eran afroamericanos, el 0% eran amerindios, el 0.79% eran asiáticos, el 0% eran isleños del Pacífico, el 2.38% eran de otras razas y el 0.79% pertenecían a dos o más razas. Del total de la población el 0% eran hispanos o latinos de cualquier raza.